# Brombenzylcyanid
Brombenzylcyanid ist eine sehr stark augenreizende chemische Verbindung. Sie wurde als chemischer Kampfstoff eingesetzt.
Chemisch ist Brombenzylcyanid eine stabile Verbindung, es ist sehr hydrolysebeständig. Reines Brombenzylcyanid bildet weißliche bis schwach rosa farbene Kristalle, das technische Produkt ist eine braune, ölige Flüssigkeit. Es riecht fruchtartig. Wegen seiner geringen Flüchtigkeit hat Brombenzylcyanid eine lange Wirkungsdauer. Von Nachteil ist seine thermische Instabilität und seine Detonationsunbeständigkeit. Beim Erhitzen kann nur in Extremfällen Blausäure entstehen. Brombenzylcyanid wurde Ende des Ersten Weltkrieges von amerikanischer Seite (CA, BBC) und von französischer Seite (Camite) eingesetzt. Es wird über die Schleimhäute, die Augen oder die Atmung aufgenommen und führt zu Röten der Haut, verbunden mit Juckreiz. Brombenzylcyanid ist ein starker Augenreizstoff, schon eine Konzentration von 5 mg/m³ Luft ist binnen einer Minute unerträglich; die ICt50 (Konzentration des Kampfstoffes, die 50 % der exponierten Personen gefechtsunfähig macht) liegt bei 80–90 mg/m³ Luft in einer Minute Einwirkzeit. Ein sofortiges Ausspülen des Auges ist zwingend notwendig.
Brombenzylcyanid enthält ein Stereozentrum, ist also chiral. Das racemische Brombenzylcyanid ist ein 1:1-Gemisch aus (R)-Brombenzylcyanid und dem dazu spiegelbildlichen (S)-Brombenzylcyanid.